# 氣旋若亞敬
氣旋若亞敬（英語： Cyclone Joachim），是一股在2011年12月中旬造成西歐地區重大破壞的溫帶氣旋，其在法國多姆山省測得高達212每小時（59每秒；132英里每小時）的最大陣風。若亞敬在其發展過程中，被觀測到其受短波槽的影響而產生爆發性旋生。

## 影響
受到若亞敬的影響，TK布萊梅號貨輪在法國布列塔尼大區西北側海岸擱淺後，貨輪在19名船員被直升機救援後爆炸。在若亞敬影響期間，法國總共超過40萬戶家庭停電 ，且影響陸上及空中交通狀況 。瑞士在此次事件中，有民眾回報有屋頂及樹木遭氣旋吹倒，政府亦禁止船隻在風暴期間於湖上航行 。根據Perils AG公司的評估，認為財產保險公司可能在此次風暴受到3億歐元的損失。